# Auguste-Rosalie Bisson
Auguste-Rosalie Bisson (* 1. Mai 1826 in Paris, Frankreich; † 22. April 1900 ebenda) war ein französischer Fotograf und Fotopionier.

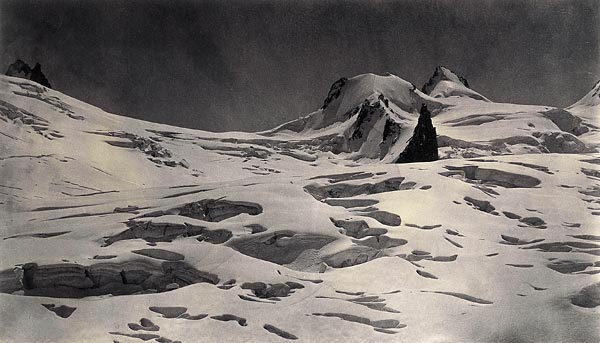
Col du Géant (1861)

## Leben
Auguste-Rosalie Bisson war der Sohn des Heraldik-Malers Louis-François Bisson (1795–1865) und der jüngere Bruder des Fotografen Louis-Auguste Bisson (1814–1876).
Auguste-Rosalie Bisson lernte die Technik der Daguerreotypie und das Fotografieren von seinem Vater und seinem älteren Bruder. Der Vater und Auguste-Rosalie Bisson eröffneten 1841 ein Foto-Studio, das bald in ganz Paris bekannt wurde. Auguste-Rosalie stieg bald darauf in eine Partnerschaft für das Fotoatelier mit Louis-Auguste ein und die beiden wurden als Gebrüder Bisson („Frères Bisson“) berühmt.
Auguste-Rosalie Bisson war als Fotograf aktiv von 1841 bis zum Jahr seines Todes 1900. Er war zusammen mit seinem Bruder die erste Person, die im Sommer 1861 Bilder vom Gipfel des Mont Blanc aufnahm.
Anlässlich der Einweihung des Suez-Kanals finanzierte das auf Stereoskopien spezialisierte Pariser Familienunternehmen Léon & Lévy Bisson die „Reise auf dem Nil“, wovon rund 300 Aufnahmen reproduziert wurden.
Im Jahr 1977 wurden Fotoarbeiten von beiden Brüdern auf der documenta 6 in Kassel in der berühmten Abteilung Fotografie gezeigt, die den Zusammenhang zur zeitgenössischen Kunst im Kontext von „150 Jahren Fotografie“ darstellte.